# Brian Metzger
Brian D. Metzger (* 1980 oder 1981 in Burlington (Iowa)) ist ein US-amerikanischer Astrophysiker.
Metzger studierte ab 1999 Physik an der University of Iowa mit dem Bachelor-Abschluss 2003 und an der University of California, Berkeley, an der er 2009 bei Eliot Quataert promoviert wurde (Theoretical model of gamma ray burst central engines). Als Post-Doktorand war er NASA-Einstein Fellow und Lyman Spitzer Fellow an der Princeton University. 2013 wurde er Assistant Professor und 2017 Associate Professor an der Columbia University.
Er ist bekannt für Vorhersagen (2010) des elektromagnetischen Spektrums im Infraroten und optischen Bereich von transienten Phänomenen (Dauer Tage bis rund eine Woche) nach Neutronenstern-Fusionen, verursacht durch den radioaktiven Zerfall der dabei entstandenen neuen Elemente (r-Prozesse in Kilonovae). Das wurde bei GW170817  am 17. August 2017 (dem ersten Fall einer Beobachtung sowohl durch Gravitationswellen als auch im elektromagnetischen Spektrum, Multimessenger-Astronomie) bestätigt.
Für 2019 erhielt er den New Horizons in Physics Prize für die Vorhersage von elektromagnetischen Signalen von Neutronensternverschmelzungen und seine Führungsrolle im neuen Forschungsgebiet Multi-Messenger-Astronomie (Laudatio) und den Bruno-Rossi-Preis der American Astronomical Society. 2014 bis 2016 war er Sloan Research Fellow.

## Schriften (Auswahl)
- Kilonovae, Living Reviews in Relativity, Band 20, Nr. 3, 2017, Arxiv
- mit Rodrigo Fernandez: Electromagnetic Signatures of Neutron Star Mergers in the Advanced LIGO Era, Annual Review of Nuclear and Particle Science, Band 66, 2016, S. 23–45